# Hubert von Herkomer

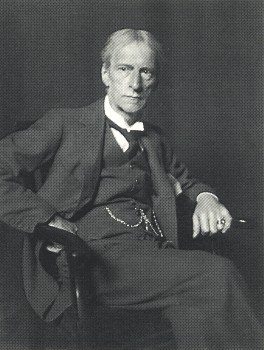
Hubert Herkomer, 1909. door Jacob Hilsdorf

Sir Hubert von Herkomer (Waal, Beieren, 26 mei 1849 – Budleigh Salterton, Devon, 31 maart 1914) was een Brits kunstschilder en etser, van Duitse herkomst. Herkomer maakte ook naam als filmpionier, fotograaf en componist.

## Leven
Herkomer was de zoon van een gerenommeerd houtgraveur. In 1851 emigreerde het gezin van Duitsland naar de Verenigde Staten. In 1858 gingen ze terug naar Europa en vestigden zich in Southampton, waar Hubert ook zijn eerste kunststudies volgde. Later ging hij naar de Kunstacademie in München en de Royal College of Art in Londen.

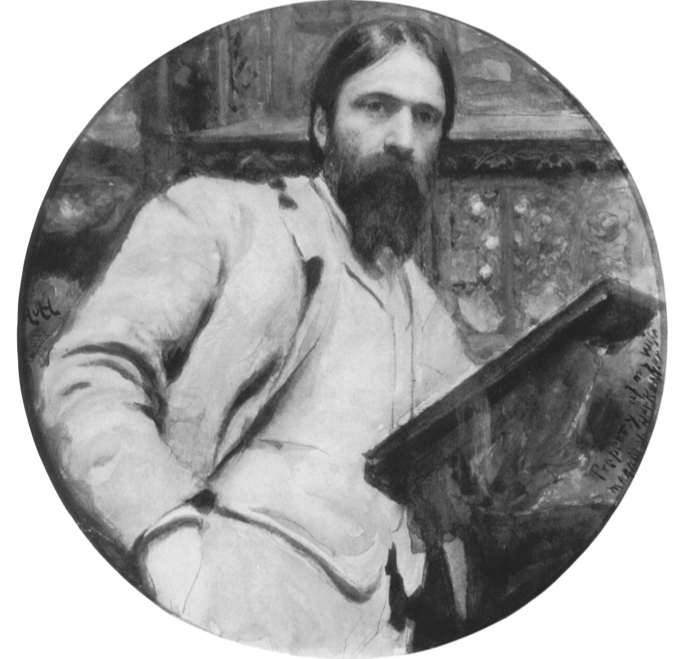
Zelfportret, 1880

In 1869 exposeerde Herkomer voor het eerst bij de Royal Academy of Arts. In 1875 had hij er veel succes met de expositie van zijn The Last Muster, naar een eerdere gravure uit 1871. Kort daarna werd hij lid van de Royal Academy en de Royal Water-Colour Society. In 1885 werd hij benoemd tot professor in de kunst aan de Universiteit van Oxford, hetgeen hij tot 1894 zou blijven. In het jaar van zijn afscheid werd hij geridderd door de Engelse koningin en in 1899 kreeg hij de Pour le Mérite-onderscheiding van de Duitse keizer.
In zijn latere leven woonde Herkomer in een monumentaal huis te Bushey, Lululaund genaamd, naar zijn tweede vrouw, waar hij doorging met schilderen, maar zich ook wijdde aan componeren, filmen en fotograferen. Hij richtte er een eigen filmstudio en theater in. Ook begon hij er zijn eigen kunstschool, waar hij ‘berucht’ werd door zijn autoritaire en veeleisende stijl van lesgeven.
De excentrieke Herkomer voelde zich als Duitser nooit helemaal geaccepteerd door het Britse establishment en bleef met name zomers veelvuldig naar Beieren reizen. In 1905 organiseerde hij in Duitsland ook voor het eerst een autorace, waarmee hij daar nog steeds wordt gezien als een der pioniers van de Duitse autosport. Hij overleed in 1914, vlak voor de Eerste Wereldoorlog, te Budleigh, op 64-jarige leeftijd.

## Werk
Herkomers werk kent grofweg twee belangrijke periodes. In de eerste periode, die liep tot rond 1880, schilderde hij vooral realistische werken, vaak over mensen aan de onderkant van de samenleving. Zijn schilderij Hard Times, dat een familie van een dagloner toont langs de kant van de weg, is wel het bekendste voorbeeld uit deze tijd.
Herkomer werd echter het meest bekend om zijn portretten, in een academische stijl. Vanaf 1881 legde hij ruim honderd vooraanstaande Britten op het doek vast, waaronder  John Fisher, Archibald Forbes en John Ruskin. Vaak schilderde hij ook portretten naar zelfgenomen fotografieën.
Herkomer was ook een begaafd karikaturist en etser. In 1899 ontwikkelde hij een nieuwe graveertechniek, waarbij hij stoffen gebruikte op een graveersteen en het resultaat via een fotogravure overzette op een koperen plaat. Zijn Daphne- en Clematis-gravures gelden nog steeds als hoogstandjes van deze techniek.
Herkomers film- en componeerwerk heeft de tand des tijds duidelijk minder goed doorstaan.

## Galerij

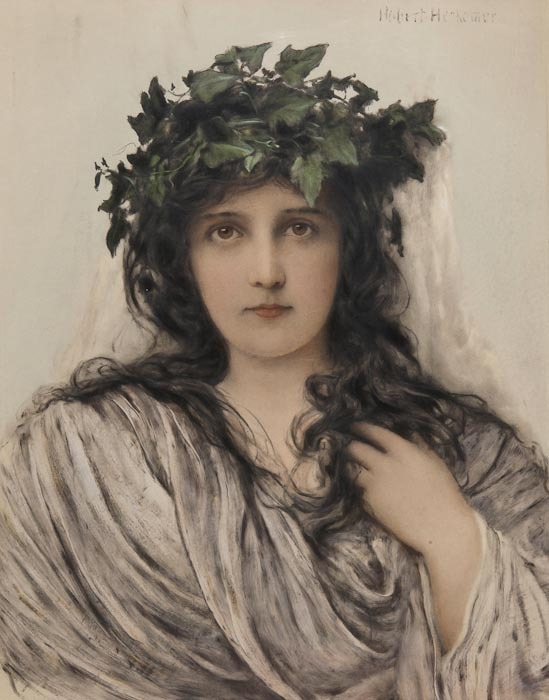
Clematis, 1899, naar foto
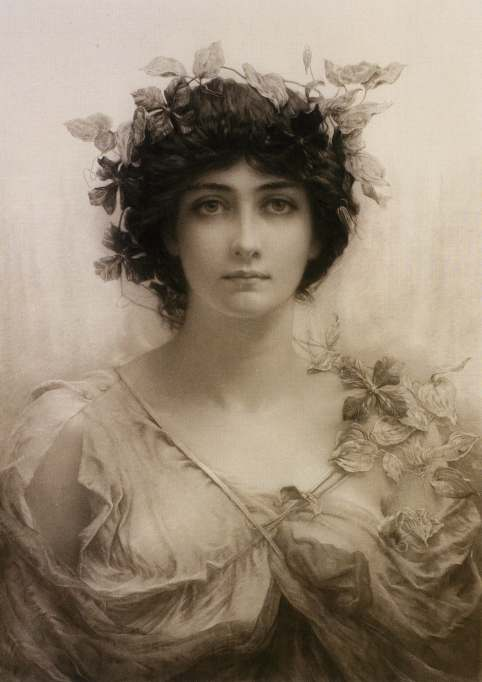
Clematis, 1899, naar foto
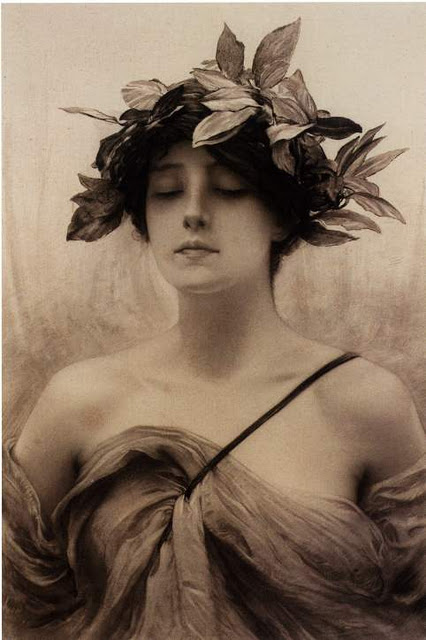
Daphne, 1899, naar foto
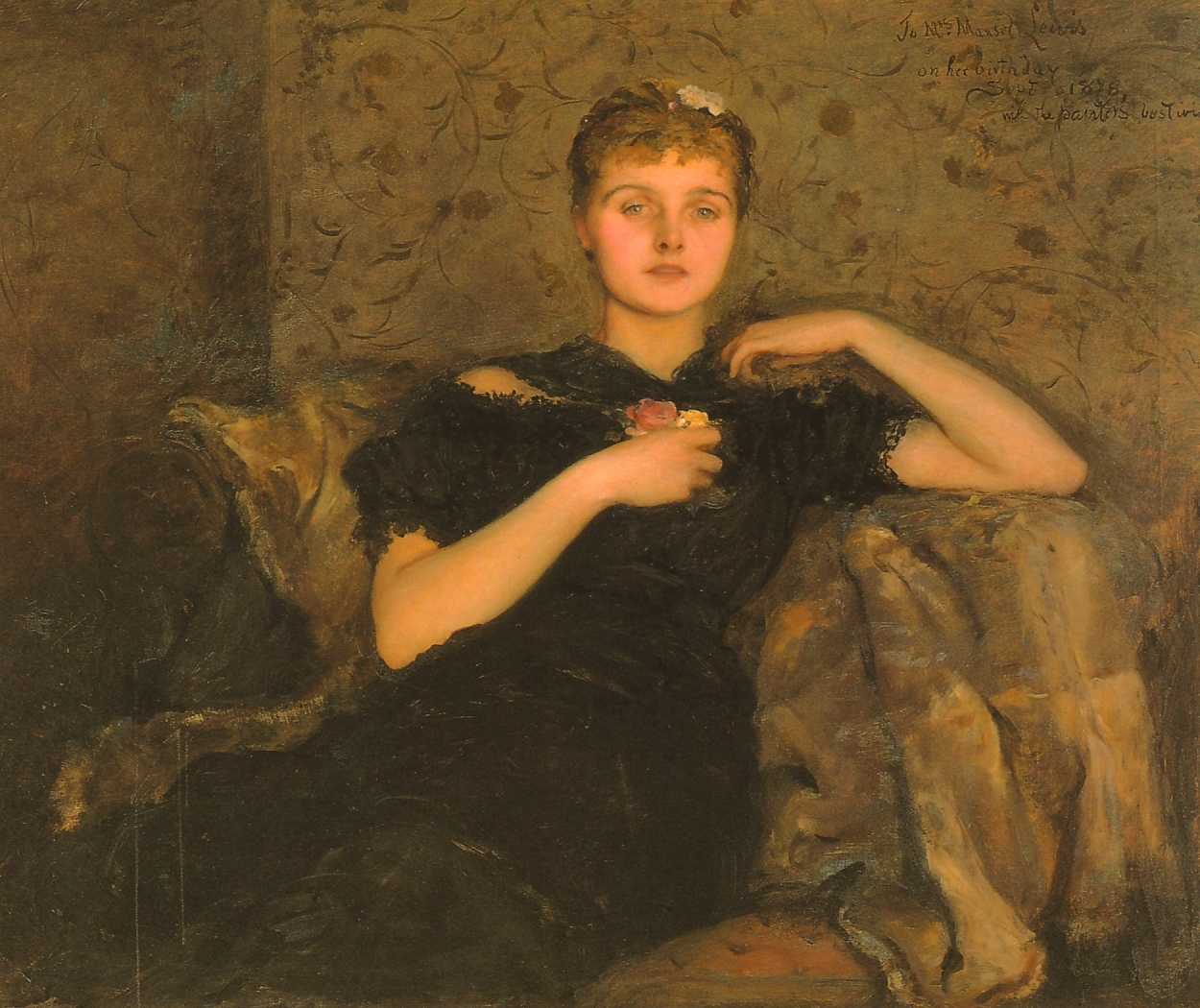
Miss May Miles
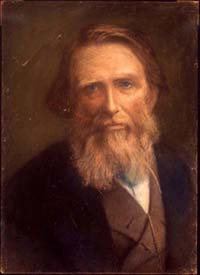
John Ruskin, typerend voor Herkomers portretteerstijl
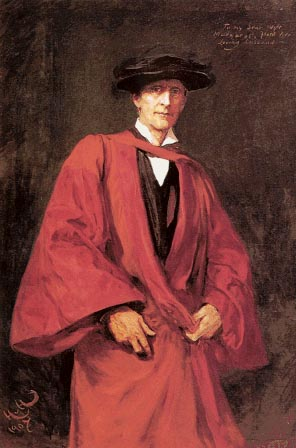
Selfportrait in Oxford Gown
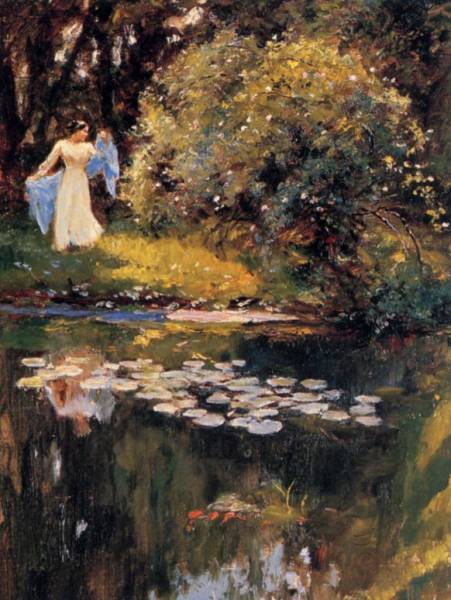
In the Garden
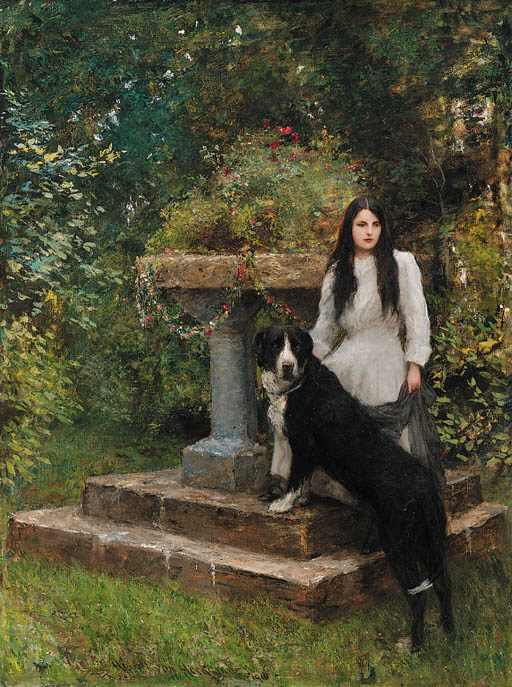
A young Girl and her Dog
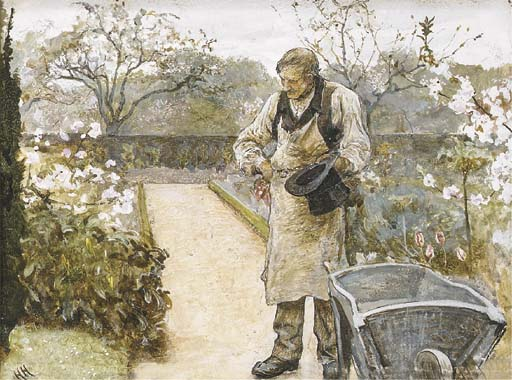
Life's Flowing Fortunes
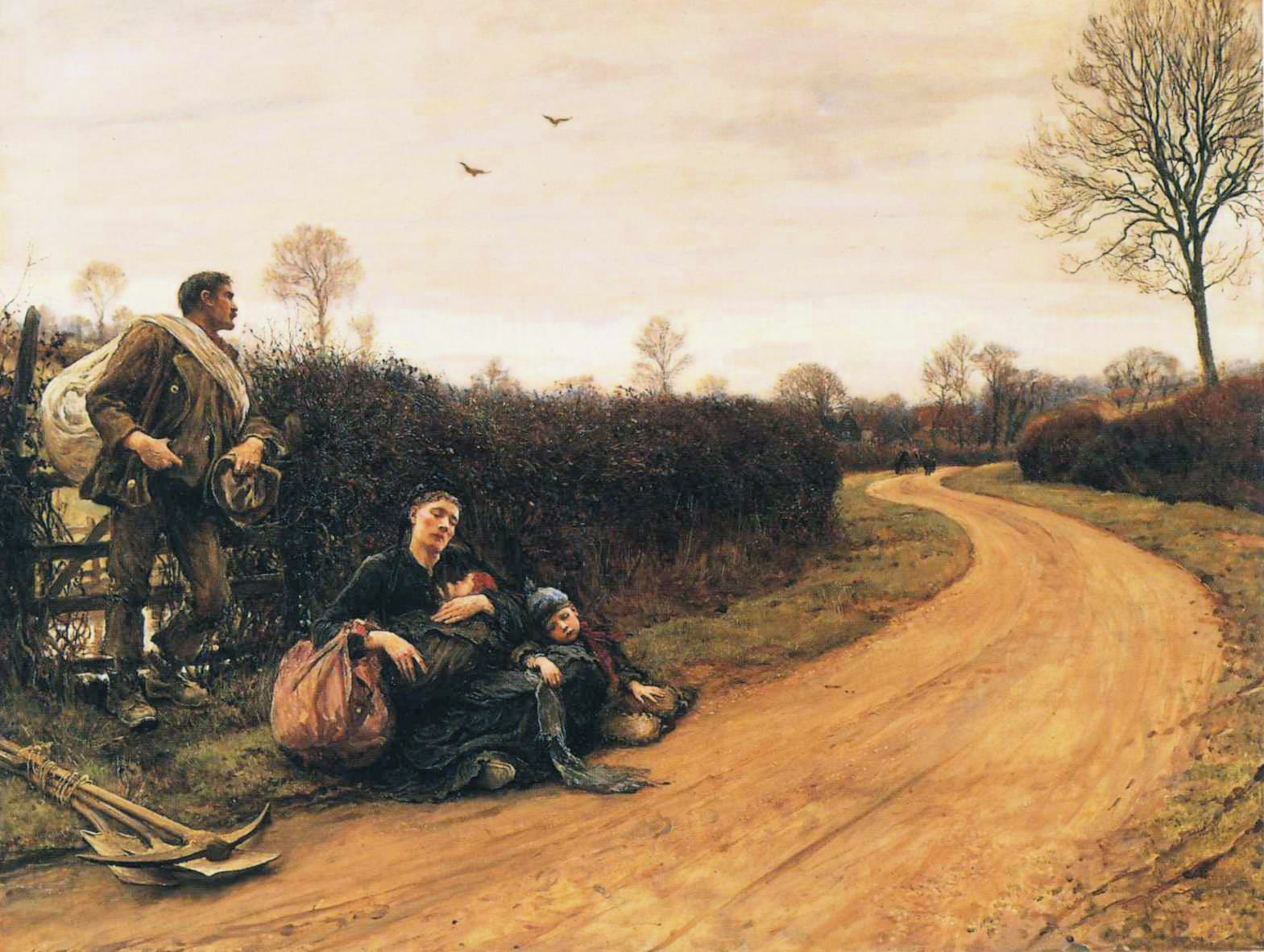
Hard Times, typerend voor Herkomers realistische periode